# Lasioglossum guianense
Lasioglossum guianense är en biart som först beskrevs av Cockerell 1936.  Lasioglossum guianense ingår i släktet smalbin, och familjen vägbin. Inga underarter finns listade i Catalogue of Life.